# 布魯日
布吕赫（發音：[ˈbrʏɣə] ⓘ），更为人熟知的是其法语名布鲁日（發音：[bʁyʒ] ⓘ），是比利时弗拉芒大區西佛兰德省的一座港口城市，也是该省省会及最大城市，通行荷蘭語，是弗拉芒社群的一部分，面积140.99平方千米，人口118,509人（2022年1月1日）。布魯日在欧洲也被誉为「北方的威尼斯」，其港口具有重要的經濟意義，曾是世界主要的商業城市之一，該城以歐洲學院的所在地而聞名，這是一所研究歐洲的大學學院。

## 歷史

### 起源

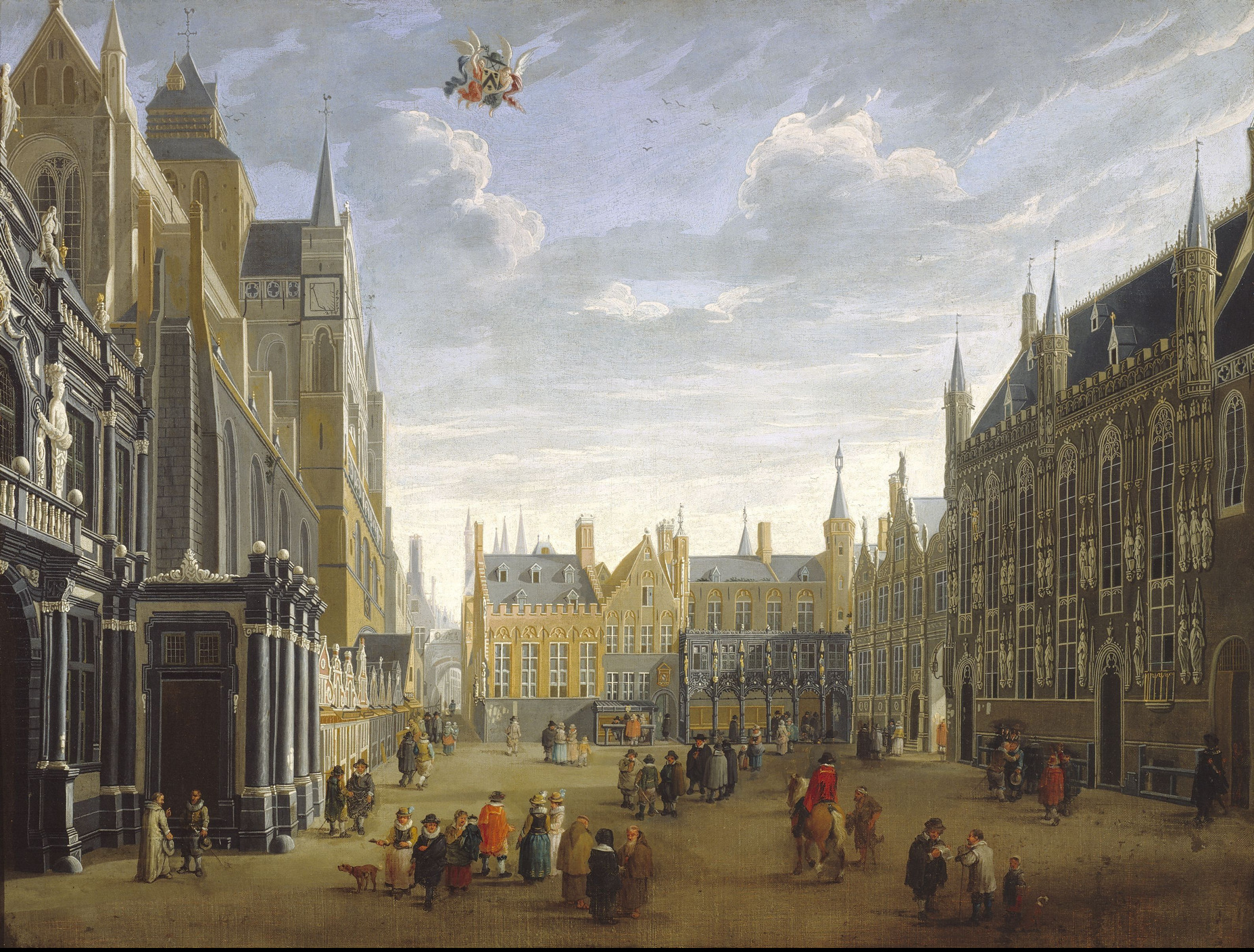
《布魯日的城堡》，扬·巴普蒂斯特·范默宁克斯霍弗（Jan Baptist van Meunincxhove）於1690年至1700年期間的作品。

前羅馬的高盧時代所留下的人類活動痕跡非常少。公元一世紀時凱撒大帝征服梅纳皮（Menapii）後，建立了此地的第一個要塞以保護海岸免於海盜襲擊。公元四世紀時法蘭克人從高盧羅馬人手上奪取此地並以法蘭德斯帕古斯（Pagus Flandrensis）之名治理之。公元九世紀時由於維京人的襲擊，佛兰德伯爵博杜安一世再次強化了要塞的建設；布鲁日和英格蘭以及斯堪地那維亞的貿易很快地又恢復進行。大約在此時首次出現了刻有布里吉亚（Bryggia）之名的貨幣，這個名稱可能源自於挪威卑爾根的布吕根区（Bryggen）。

### 黃金時代（十二至十五世紀）
布鲁日於1128年7月27日獲得了設立城市的許可狀，也建了新的城牆及運河。大約自1050年起，泥沙逐漸淤積使得這個城市不再能直接臨北海，不過在1134年的一場暴風雨塑造出了一條天然海道可通往兹温（Zwin，今比利時沿海自然保護區）而達北海。這條新的海道延伸到臨海城市达默，它於是成為了布鲁日貿易的前哨站。
12世紀，隨著城市生活再度旺盛，在佛兰德伯爵們的保護下，羊毛紡織業和布料貿易在此快速而安全地為布鲁日累積了財富。13世紀初，布鲁日已經成為法蘭德斯布料市場圈中的重要城市之一。城裡的企業家門甚至向外經濟殖民了英格蘭和蘇格蘭的羊毛生產領域。英格蘭的商人們帶來了諾曼底的穀物與加斯科涅的葡萄酒，漢萨同盟的船隻停滿了港口，新式的大木船得要排到达默和斯勒伊斯之間才有空間停放。1277年，從熱那亞來的第一艘商船駛進了布鲁日，自此布鲁日成為連接地中海與北海貿易的第一個商業殖民地。這個發展不只是打開了從黎凡特來的香料貿易，也促進了商務和財政技術的發展，並快速地為布鲁日的銀行業帶來大量資本。1309年證券交易所開張，在十四世紀時成為低地國家最先進的金融市場，而威尼斯人直到1314年來到布鲁日後才學得了這個金融市場技術。
不過如此的財富也造成了社會衝突，而在城市的許多地方掀起了嚴重的暴動。還好在1302年暴動的市民們加入了佛兰德伯爵的行列對抗法國入侵，最後於7月11日在科特赖克（Kortrijk）的金馬刺之戰中取得勝利。今日在市集广场上仍然可見暴動領袖扬·布雷德尔（Jan Breydel）和彼得·德·科宁克（Pieter de Coninck）的雕像。
14世紀，布鲁日布料貿易的重要性逐漸喪失。1384年來自勃艮第的菲利普二世成為了佛兰德伯爵，他在布魯塞爾、里耳以及布鲁日設立了他的宮殿，這為布鲁日從全歐洲吸引到了大量的藝術家、銀行家以及其他重要人士。布鲁日的主要活動逐漸轉變為銀行業、奢侈品交易以及文化中心。1376年於城堡广场建了新的市政廳。
在此，新佛兰德派以其油畫技巧馳名天下。世界上第一本印刷的英文書也是在布鲁日由威廉·卡克斯顿印製。英王愛德華四世與理查三世都在此度過他們的放逐歲月。14世紀無疑地是布鲁日的黃金時代，人口從四萬六千人升到1400年的最少12.5萬（也許還飆到20萬人，僅次於歐洲第一大城巴黎的28萬人口），這個數目直到19世紀都沒有再超越過。

### 16世紀至今

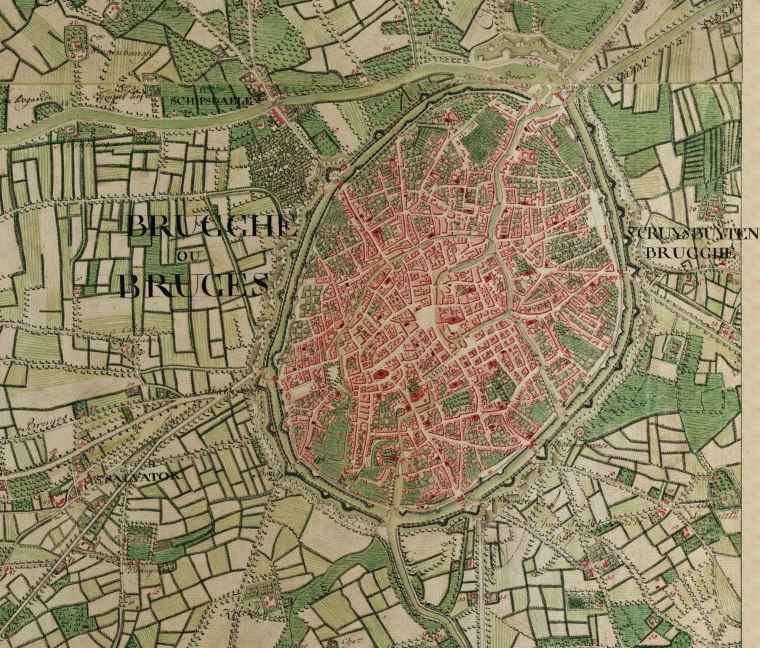
《费拉里斯地图》中的布鲁日古城，於1775年繪製。

大約從1500年開始，連那條曾為布鲁日帶來繁榮的茲溫海道開始淤積，布鲁日作為經濟龍頭的地位很快就被安特衛普取代。17世紀時，蕾絲產業終止了，布鲁日仍想方設法要恢復舊日榮光。1650年代時英王查理二世的行宮以及流亡時的行館都設在這裡。他們將舊的港灣設施現代化了，也建立了新的運河通往海岸，但是並不成功。布鲁日漸漸貧困了並從歐洲的舞台上淡出。喬治·羅登巴克（Georges Rodenbach）曾將這個沉睡的城市稱為「沉寂的布鲁日（Bruges-la-Morte）」，并出版了同名著作。该书引起了各国人士对布鲁日保存的文化和艺术宝藏的兴趣。
19世紀下半葉，布鲁日成為世界第一批觀光勝地之一，吸引了富有的英國與法國觀光客。直到20世紀下半葉這個城市才開始漸漸找回過往的榮光。新港口澤布呂赫（Zeebrugge）建於1907年，在第一次世界大戰時曾被德軍用來停放U型潛艇，1970年代至1980年代早期，澤布呂赫港口擴建成為了歐洲最重要的現代化港口之一。20世紀末，國際觀光業越來越蓬勃，在政府與市民的努力下，2000年布鲁日歷史中心被聯合國教科文組織登錄為世界遺產，布鲁日也爭取到了2002年歐洲文化之都的頭銜。

## 氣候
布魯日位于沿海造地与内陆沙地的交界处，海拔相当低，屬於海洋性氣候。
| 布魯日的氣候數據(1981年至2010年正常值 、1984年至2013年陽光值) | 布魯日的氣候數據(1981年至2010年正常值 、1984年至2013年陽光值) | 布魯日的氣候數據(1981年至2010年正常值 、1984年至2013年陽光值) | 布魯日的氣候數據(1981年至2010年正常值 、1984年至2013年陽光值) | 布魯日的氣候數據(1981年至2010年正常值 、1984年至2013年陽光值) | 布魯日的氣候數據(1981年至2010年正常值 、1984年至2013年陽光值) | 布魯日的氣候數據(1981年至2010年正常值 、1984年至2013年陽光值) | 布魯日的氣候數據(1981年至2010年正常值 、1984年至2013年陽光值) | 布魯日的氣候數據(1981年至2010年正常值 、1984年至2013年陽光值) | 布魯日的氣候數據(1981年至2010年正常值 、1984年至2013年陽光值) | 布魯日的氣候數據(1981年至2010年正常值 、1984年至2013年陽光值) | 布魯日的氣候數據(1981年至2010年正常值 、1984年至2013年陽光值) | 布魯日的氣候數據(1981年至2010年正常值 、1984年至2013年陽光值) | 布魯日的氣候數據(1981年至2010年正常值 、1984年至2013年陽光值) |
| 月份                                                          | 1月                                                           | 2月                                                           | 3月                                                           | 4月                                                           | 5月                                                           | 6月                                                           | 7月                                                           | 8月                                                           | 9月                                                           | 10月                                                          | 11月                                                          | 12月                                                          | 全年                                                          |
| ------------------------------------------------------------- | ------------------------------------------------------------- | ------------------------------------------------------------- | ------------------------------------------------------------- | ------------------------------------------------------------- | ------------------------------------------------------------- | ------------------------------------------------------------- | ------------------------------------------------------------- | ------------------------------------------------------------- | ------------------------------------------------------------- | ------------------------------------------------------------- | ------------------------------------------------------------- | ------------------------------------------------------------- | ------------------------------------------------------------- |
| 平均高温 °C（°F）                                             | 6.2 (43.2)                                                    | 7.0 (44.6)                                                    | 10.8 (51.4)                                                   | 14.5 (58.1)                                                   | 17.4 (63.3)                                                   | 19.9 (67.8)                                                   | 22.4 (72.3)                                                   | 22.5 (72.5)                                                   | 19.7 (67.5)                                                   | 15.3 (59.5)                                                   | 10.1 (50.2)                                                   | 6.6 (43.9)                                                    | 14.7 (58.5)                                                   |
| 日均气温 °C（°F）                                             | 3.6 (38.5)                                                    | 3.8 (38.8)                                                    | 6.8 (44.2)                                                    | 9.3 (48.7)                                                    | 12.9 (55.2)                                                   | 15.6 (60.1)                                                   | 17.9 (64.2)                                                   | 17.9 (64.2)                                                   | 15.0 (59.0)                                                   | 11.3 (52.3)                                                   | 7.1 (44.8)                                                    | 4.1 (39.4)                                                    | 10.6 (51.1)                                                   |
| 平均低温 °C（°F）                                             | 0.9 (33.6)                                                    | 0.6 (33.1)                                                    | 2.8 (37.0)                                                    | 4.5 (40.1)                                                    | 8.4 (47.1)                                                    | 11.3 (52.3)                                                   | 13.3 (55.9)                                                   | 12.9 (55.2)                                                   | 10.4 (50.7)                                                   | 7.4 (45.3)                                                    | 4.2 (39.6)                                                    | 1.7 (35.1)                                                    | 6.5 (43.7)                                                    |
| 平均降水量 mm（）                                             | 66.5 (2.62)                                                   | 55.8 (2.20)                                                   | 58.0 (2.28)                                                   | 44.2 (1.74)                                                   | 61.5 (2.42)                                                   | 68.5 (2.70)                                                   | 71.3 (2.81)                                                   | 79.0 (3.11)                                                   | 79.2 (3.12)                                                   | 84.8 (3.34)                                                   | 86.1 (3.39)                                                   | 81.1 (3.19)                                                   | 836.2 (32.92)                                                 |
| 平均降水天数                                                  | 12.6                                                          | 10.6                                                          | 11.8                                                          | 9.7                                                           | 10.7                                                          | 10.0                                                          | 9.9                                                           | 9.9                                                           | 10.8                                                          | 12.1                                                          | 13.7                                                          | 13.3                                                          | 135.1                                                         |
| 月均日照時數                                                  | 63                                                            | 83                                                            | 130                                                           | 187                                                           | 217                                                           | 211                                                           | 221                                                           | 208                                                           | 152                                                           | 118                                                           | 65                                                            | 51                                                            | 1,705                                                         |
| 来源：Royal Meteorological Institute                          |                                                               |                                                               |                                                               |                                                               |                                                               |                                                               |                                                               |                                                               |                                                               |                                                               |                                                               |                                                               |                                                               |

## 城区概述

### 古城
布鲁日大部分建造於中世紀的建築完好無損，使其成為歐洲保存最完好的中世紀城鎮之一，目前历史中心是典型的中世纪古城，保存着大量中世纪至近代的建筑。早期哥特式建筑已经成为城市特色的一个部分。作为過去欧洲的重要贸易中心和文化中心，布鲁日和世界上其他地方有文化上的交集，比如布鲁日与早期尼德蘭繪畫流派（Flemish Primitives）有着密切的关系。
其历史城区的范围由城墙划定。城墙始建于1297年，并在17世纪初建起了一系列棱堡（bastion）。城墙长6800米，围起了410公顷的区域。1275年起的规划直到18世纪仍能适合城市发展，但在1782年至1784年间，一些防御工事被拆除。在19世纪，城墙被改成散步场所，四座城门与一座防御塔（defence tower）留了下来。城市核心部分的发展主要围绕两个中心：其一是伯爵城堡（Burg of the counts），一个16公顷的四方小岛；其二是老城堡（Oude Burg）的商人住宅区。老城堡是12世纪时该城最初的发展中心。以前城墙的走向可由城内运河来看出。
布鲁日城区有大量交错的小巷与一个接一个的广场，其中以城堡广场（Burg）和市集广场（Grand-Place）尤为著名。前者原先的标志性建筑是圣多纳廷主教座堂（the cathedral of Saint-Donatien，在1799年至1800年间被毁）与公爵住宅，之后被圣巴西略双小堂取代。一千年来，城堡广场一直被视为宗教与市政当局联合的象征，也是一些公共机构的所在地。而市集广场上则以大会堂、钟楼等居多，象征城市自治。城市中心大多为富贵人家居住，劳动者聚集在外围。
进入19世纪后，人口的增长带来了绿地的分配。只有新剧场周围的区域经过奥斯曼（Haussmann）式改建（始于1864年）。布鲁日市区部分的特色之一是运河，部分遵循天然河道，部分人工挖出。当地人称之为“雷耶”（Reie，大约意为人工加固过的河道，类似于码头）。在布鲁日城墙内，也有一些绿地被保存下来，但最靠内陆的地方没有。许多花园和公园都属于宗教机构。同時流行的建筑主要是砖造哥特式建筑，以及一种独特的被称作“布鲁日跨度”（travée brugeoise）的建筑风格。这一风格与德国北部的砖造哥特式相似，但由于两者发展的不同，一般区别划分。此风格在16世纪早期便已成型，之后稍有变化，直到17世纪仍被使用，并成为19世纪重建时的主要灵感来源。

### 入選世界遺產
2000年，聯合國教育科學文化組織世界遺產委員會第24次會議決定將「布魯日歷史中心」其收入世界遺產名錄，編號第996號:
1. 布魯日歷史中心見證了建築史的發展，特別是磚砌哥特式建築所帶來重大影響交流。 作為早期尼德蘭繪畫的發源地，布魯日在中世紀繪畫的發展中也受到創新的藝術影響。（文化遺產標準二）
2. 布魯日歷史中心是建築群的傑出典範。這座城市的公共、社會和宗教建築展示了中世紀歐洲商業和文化史上的重要階段。（文化遺產標準四）
3. 布魯日歷史中心是早期尼德蘭繪畫的發源地，也是中世紀繪畫的發展中心，培育了揚·范艾克和漢斯·梅姆林等藝術家。 （文化遺產標準六）

### 建筑

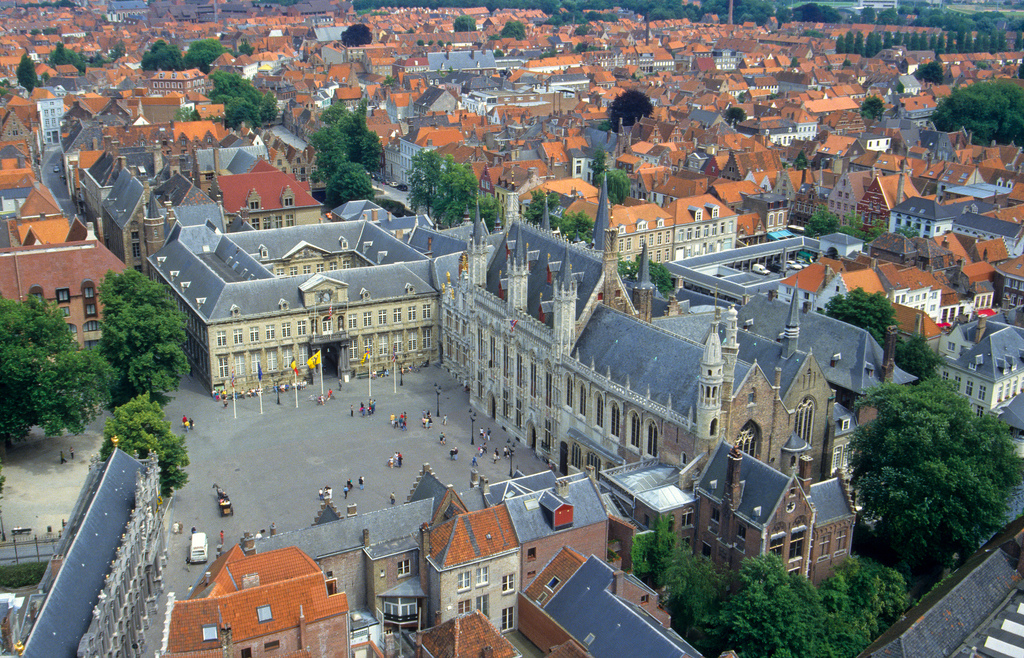
城堡廣場

#### 宗教建筑
教堂
- 圣救主主教座堂（Sint-Salvatorskathedraal）
- 圣多纳廷主教座堂
- 圣母教堂（Onze-Lieve-Vrouwekerk）
- 圣血圣殿（Heilig-Bloedbasiliek）
- 圣亚纳堂（Sint-Annakerk）
- 圣沃尔普加堂（Sint-Walburgakerk）
- 圣马达肋纳堂（Heilige-Magdalenakerk）
- 圣雅各伯堂（Sint-Jakobskerk）
- 耶路撒冷教堂（Jeruzalemkerk）
- 博加登小堂（Bogardenkapel）
- 原嘉都西会修女教堂（Carthusian Nuns Church）

其他建筑
- 原沙丘隐修院（Abdij Onze-Lieve-Vrouw Ten Duinen）
- 原耶稣会会院（Convent of the Jesuits）
- 葡萄园皇家贝居安会院（Béguinage Princier de la Vigne）
- 上帝公馆（Hôtels-Dieu，即敬老院）
- 圣若望医院（Hôpital Saint-Jean）
- 教长宅（Prôosdye）
- 主教宫（Episcopal Palace）

#### 世俗建筑
- 布鲁日城墙

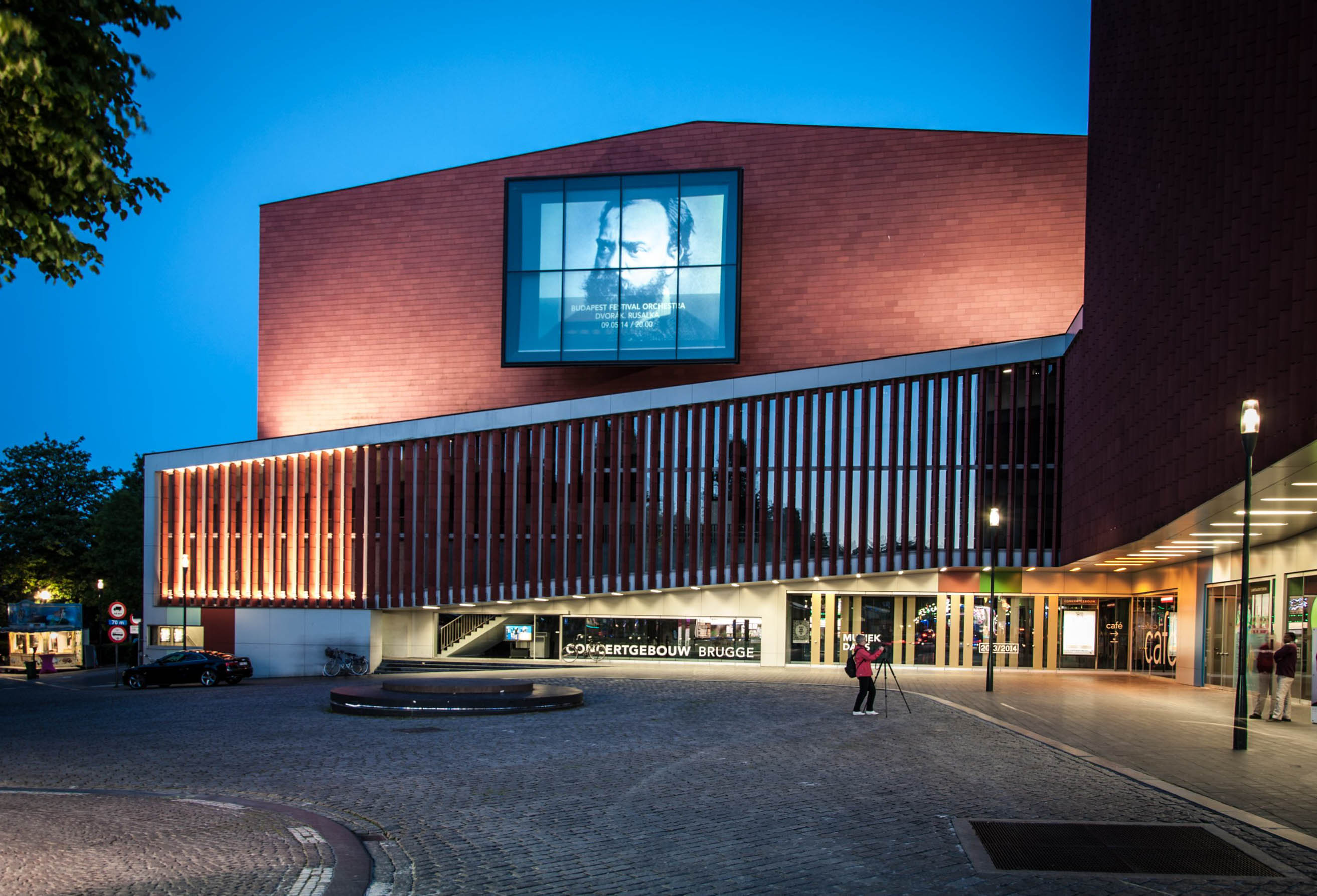
布鲁日音乐厅

- 布鲁日钟楼:又名“大厅钟楼”，建于13世紀
- 布鲁日市政厅（Stadhuus）:
- 原自由布鲁日领主住宅（Landhuus van ’t Brugse Vrije）
- 旧民事书记处（Civiele Griffie）
- 布鲁日音乐厅（Concertgebouw）
- 欧洲学院（College of Europe）
- 布鲁日市立美术学院（City Academy of Fine Arts）
- 布鲁日省议会宫（Provinciaal Hof）
- 火药塔（Poertoren）
- 爱之湖（Minnewater）
- 德佩利坎济贫院（Almshuis De Pelikaan）
- 德福斯济贫院（Almshuis De Vos）
- 默勒纳勒济贫院（Almshuis Meulenaere）
- 圣若瑟济贫院（Almshuis  St.-Jozef）
- 阿伦茨庭院（Hof Arents）
- 范瓦特弗利特庭园（Hof van Watervliet）
- 斯特拉弗·亨德里克釀酒廠（Brouwerij Straffe Hendrik）
- 製革者之家（Tanner's House）
- 梅橋（Meebrug）
- 佩爾登橋（Peerdenbrug）
- 玫瑰碼頭（Rozenhoedkaal）
- 玫瑰码头（Rozenhoedkaal）

#### 博物馆

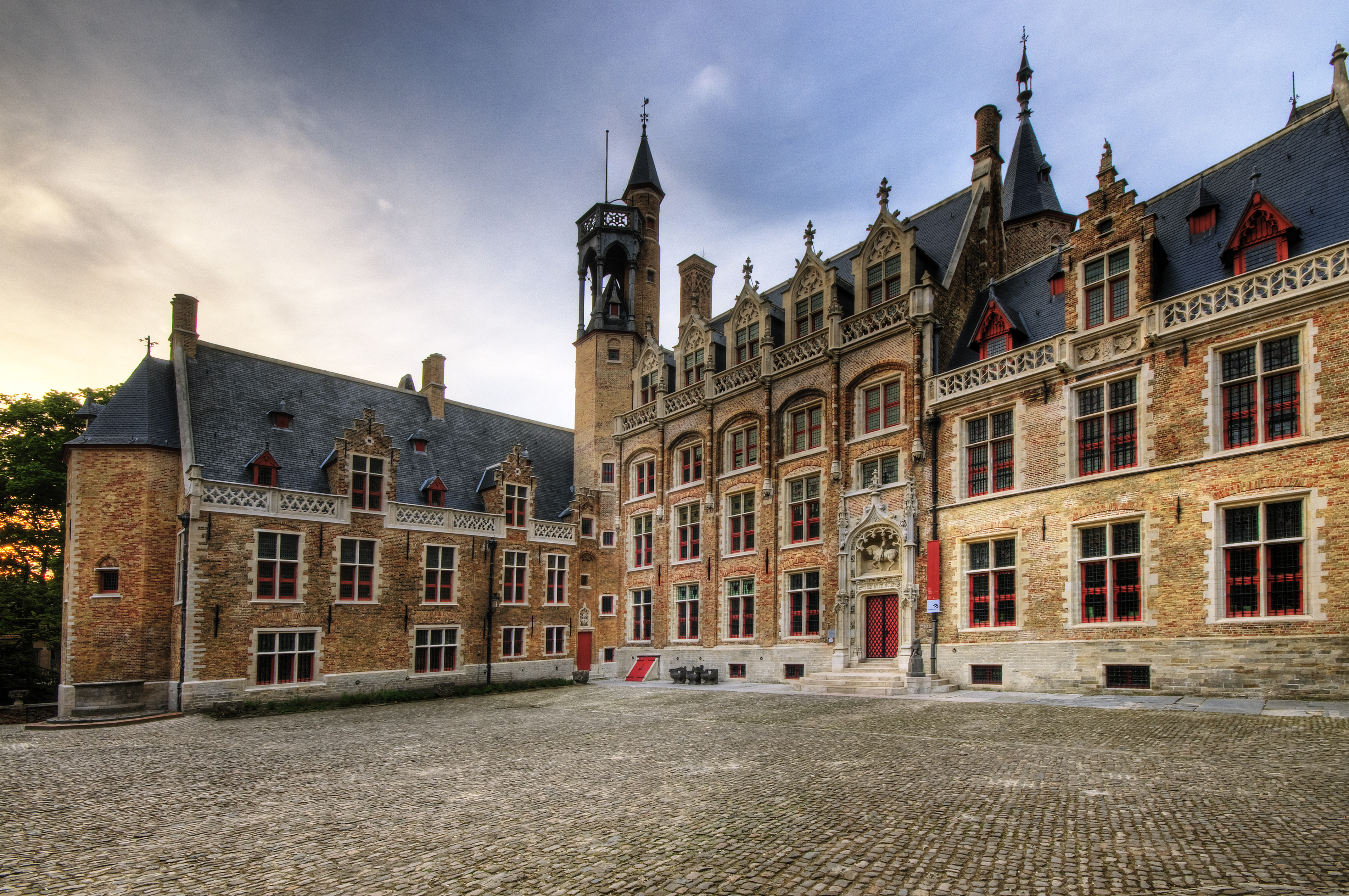
格罗宁格博物馆

- 格罗宁格博物馆（Groeningemuseum）
  - 阿伦兹住宅（Arentshuis）
- 圣若望医院梅姆林博物馆
  - 博泰里圣母医院（O.L.V.-ter-Potterie）
- 布鲁日博物馆（Bruggemuseum）
- 巧克力故事（Choco-Story）
  - 薯条博物馆（Frietmuseum）
  - 灯博物馆（lampenmuseum）
- 布鲁日钻石博物馆（Diamantmuseum Brugge）

#### 广场和街道
- 城堡广场（Burg）
- 市集广场（Markt）
- 制革者广场（Huidenvettersplein）
- 吉多·赫泽勒广场（Guido Gezelleplein）
- 葡萄园广场（Wijngaardplein）
- 堡垒广场（Walplein）
- 西蒙·斯特芬广场（Simon Stevinplein）
- 赞德广场（'t Zand）
- 鱼市（Vis Markt）
- 扬·范艾克广场（Jan van Eyckplein）
- 明镜运河（Spiegelrei）
- 盲驴街（Blinde Ezelstraat）
- 格魯修斯街（Gruuthusestraat）
- 聖靈街（Heilige-Geeststraat）
- 瑪麗亞街（Mariastraat）
- 葡萄園街（Wijngaardstraat）
- 沃利街（Wollestraat）
- 新根特道（Nieuwe Gentweg）
- 老城堡（Oude Burg）

## 图集

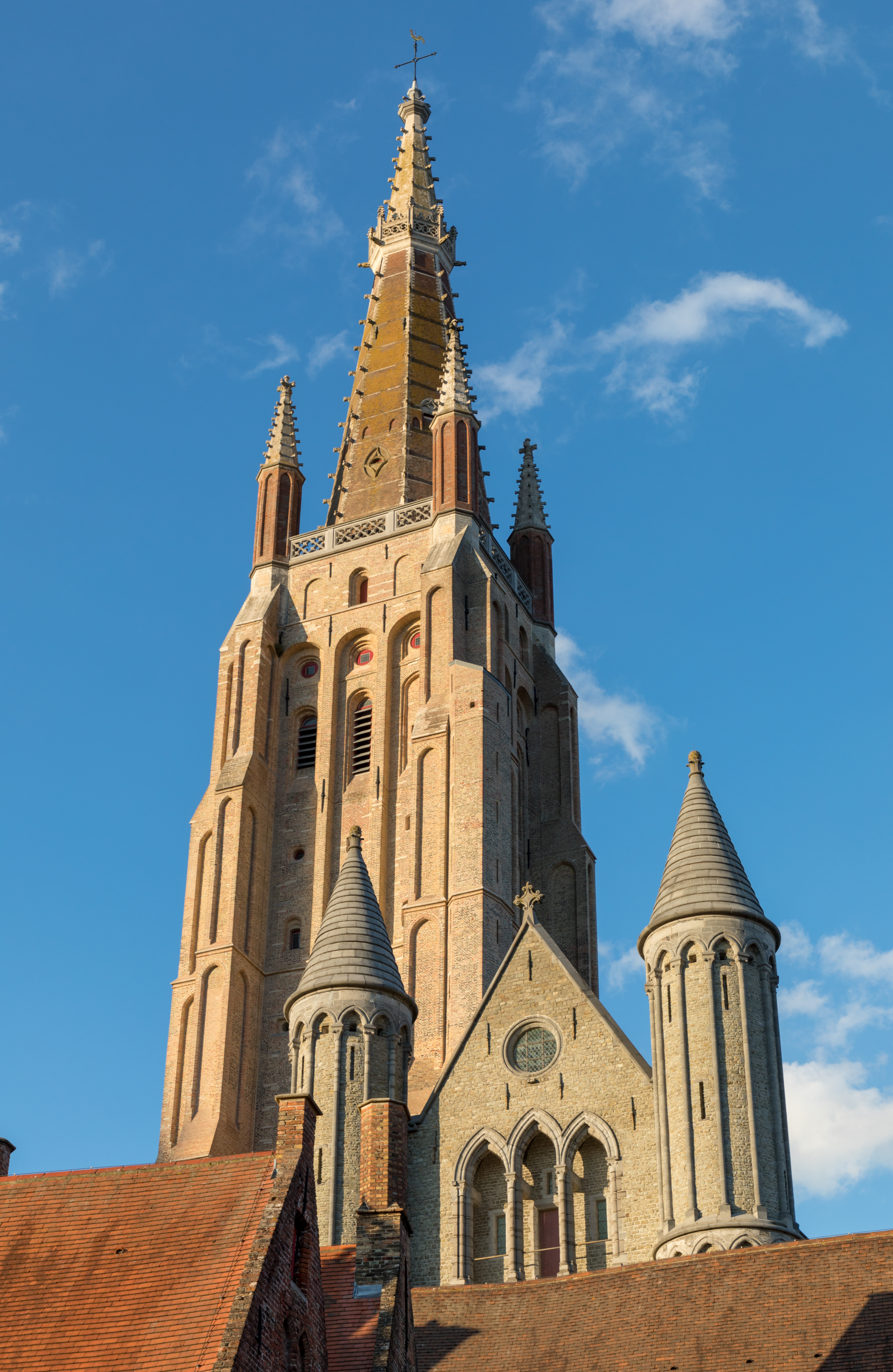
聖母教堂
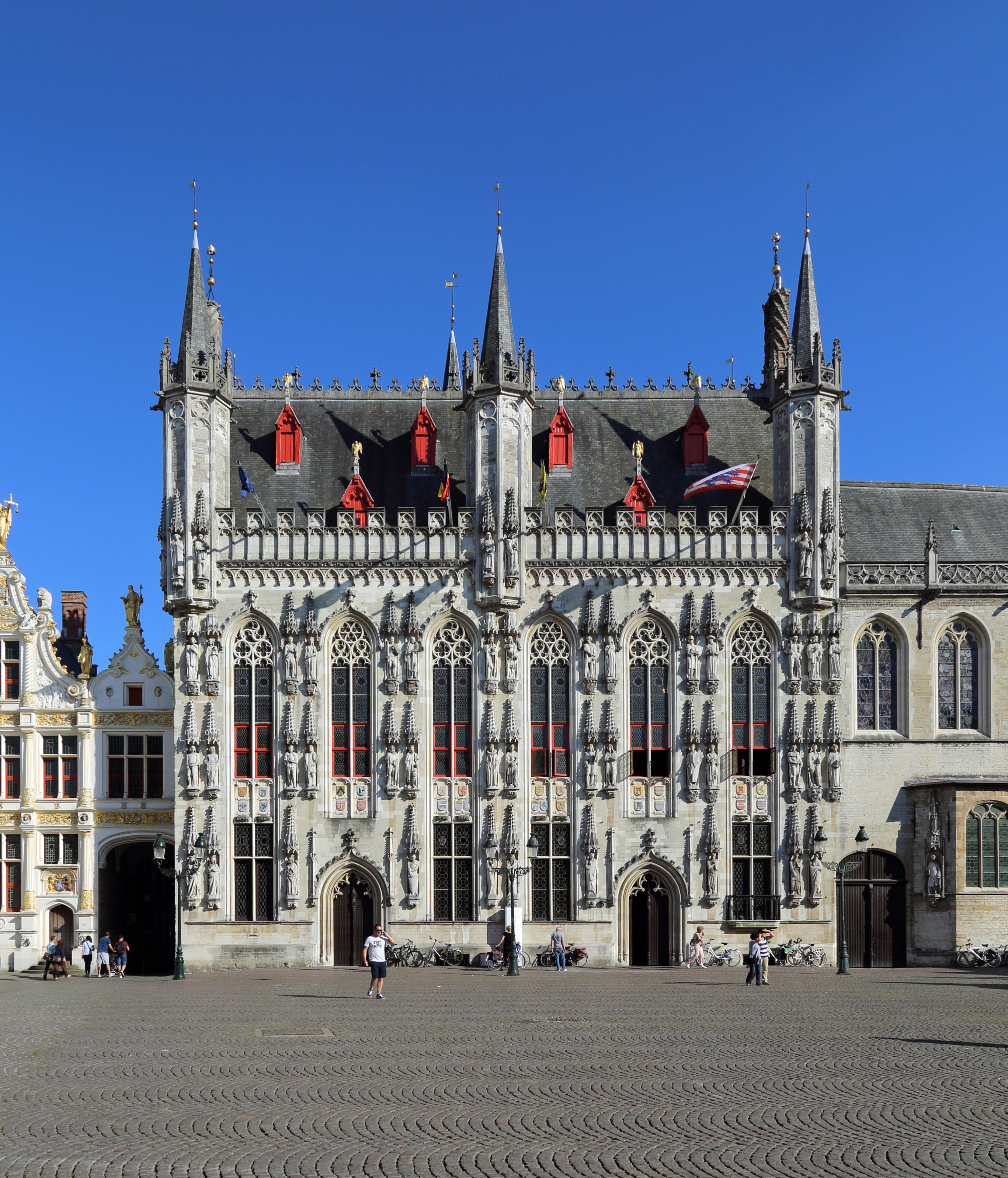
布鲁日市政厅
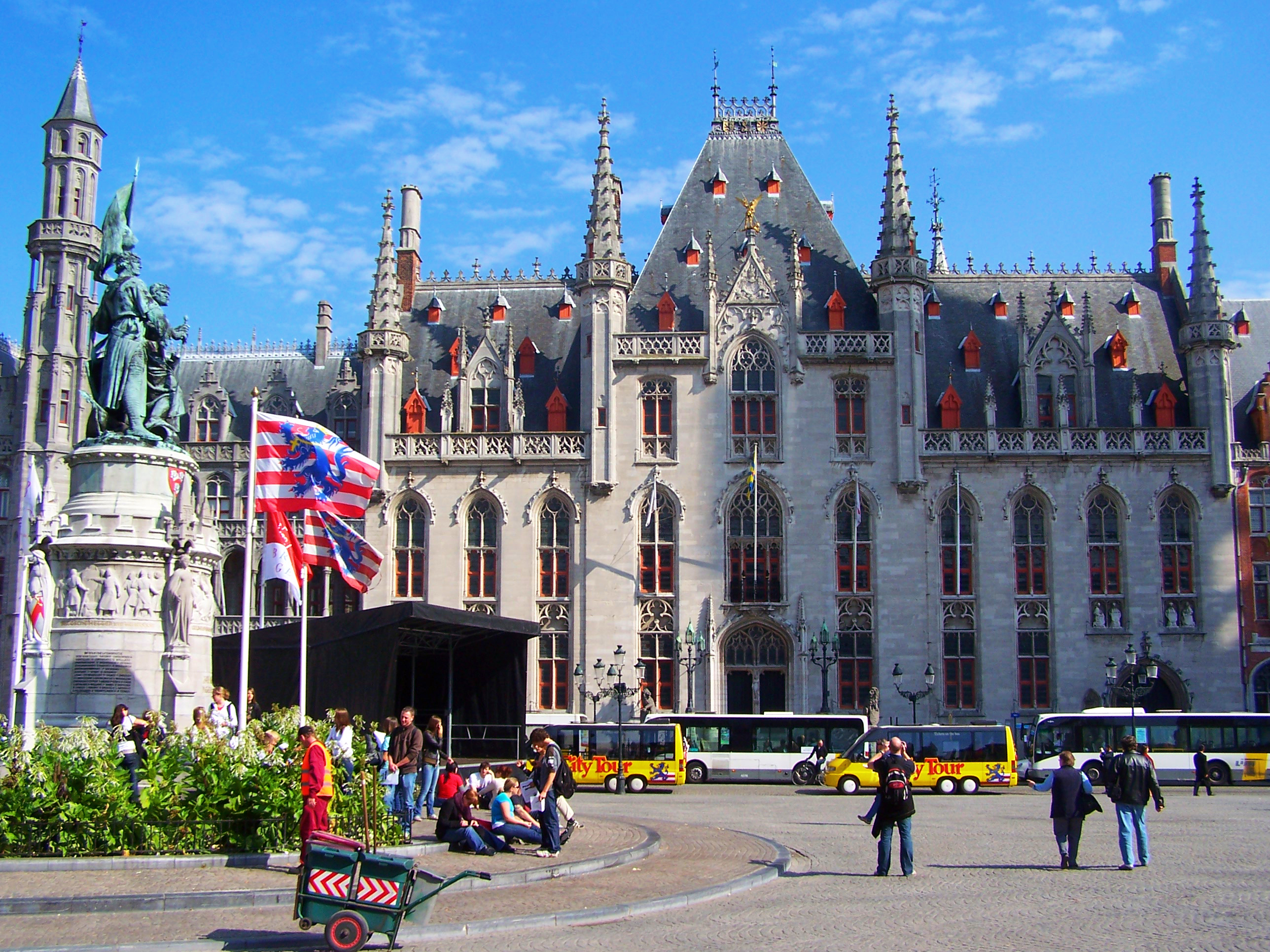
布魯日省議會宮
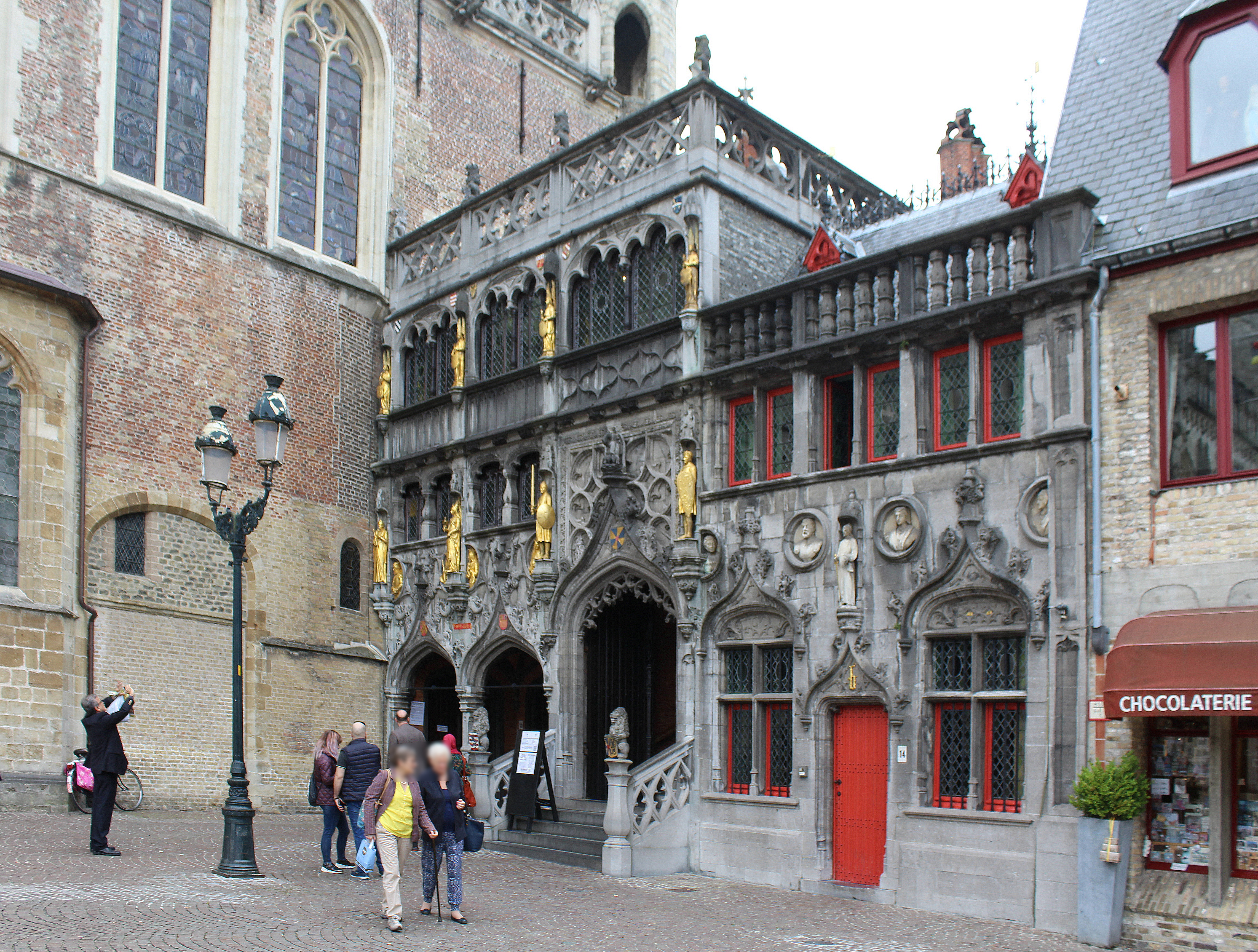
聖血聖殿

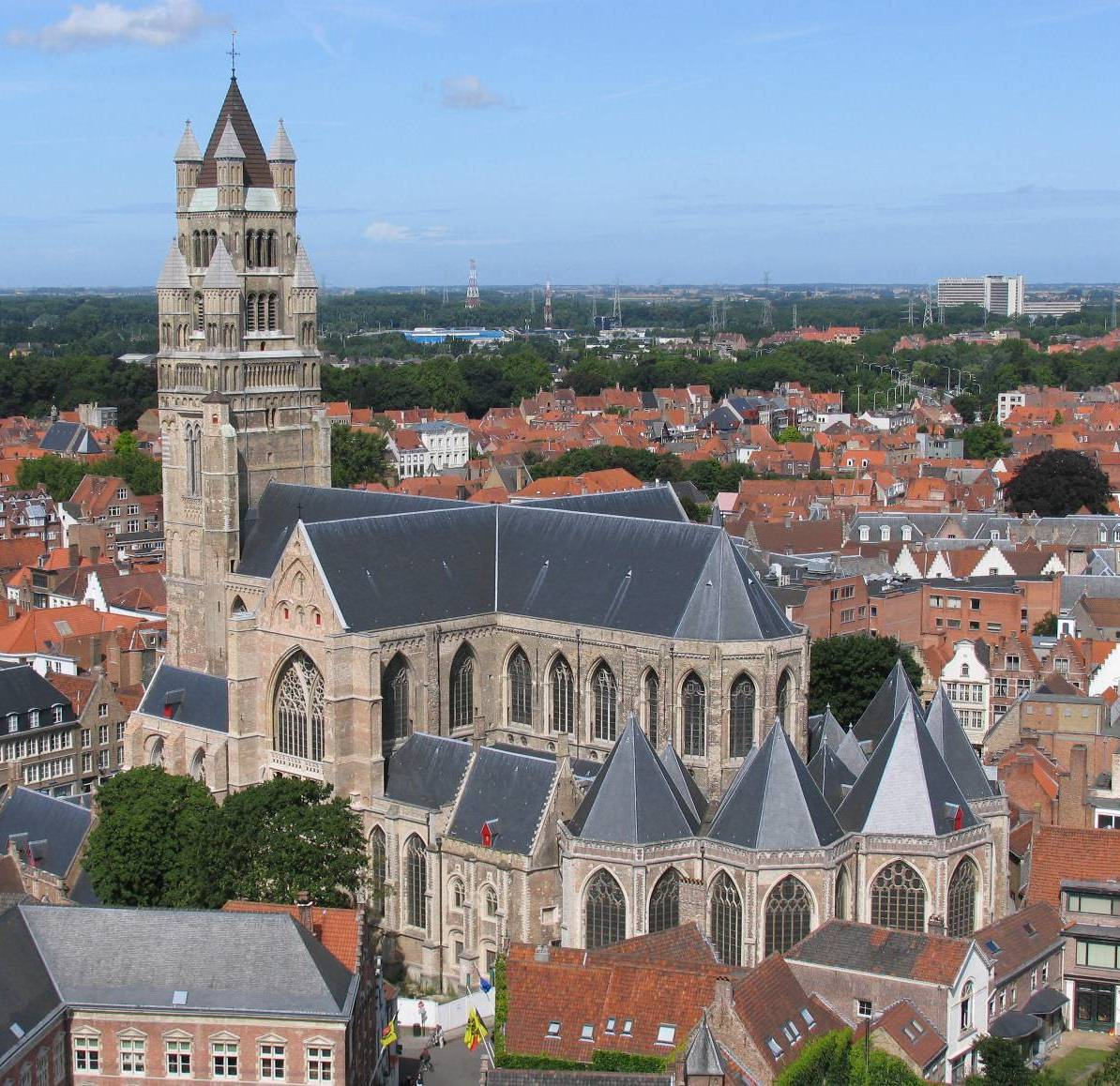
聖救主主教座堂
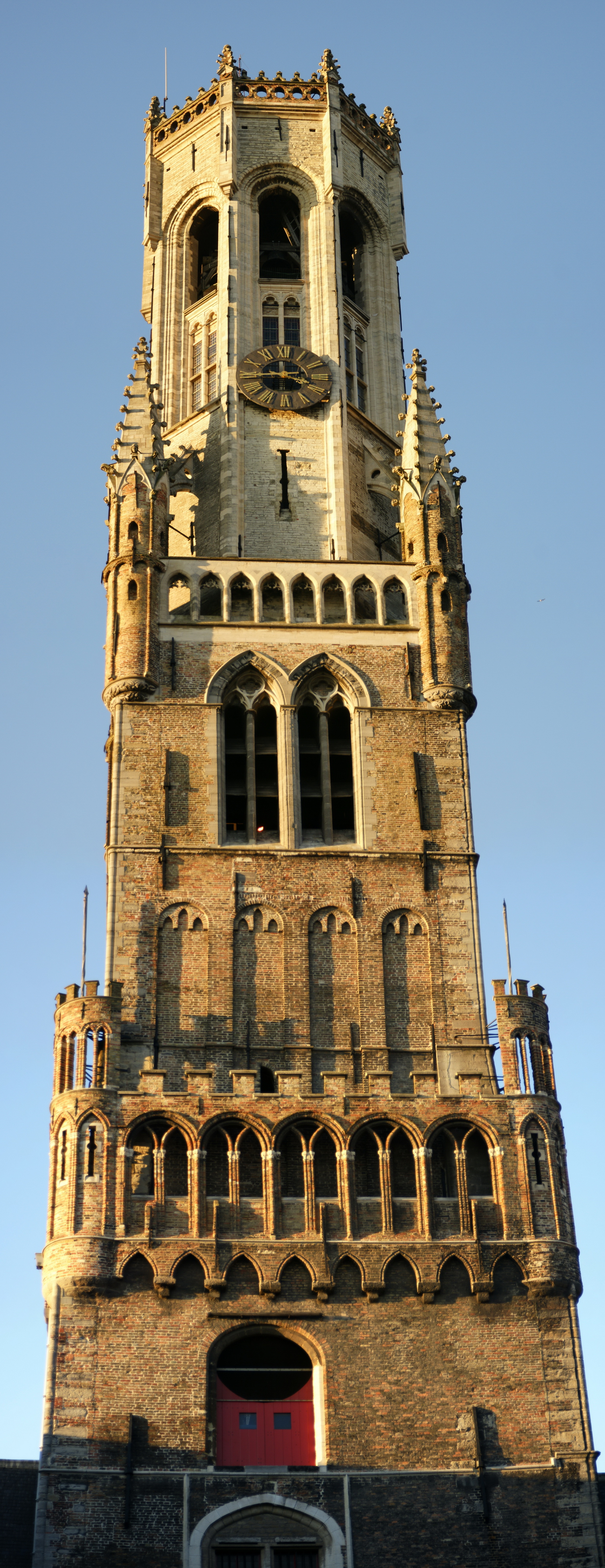
布鲁日钟楼
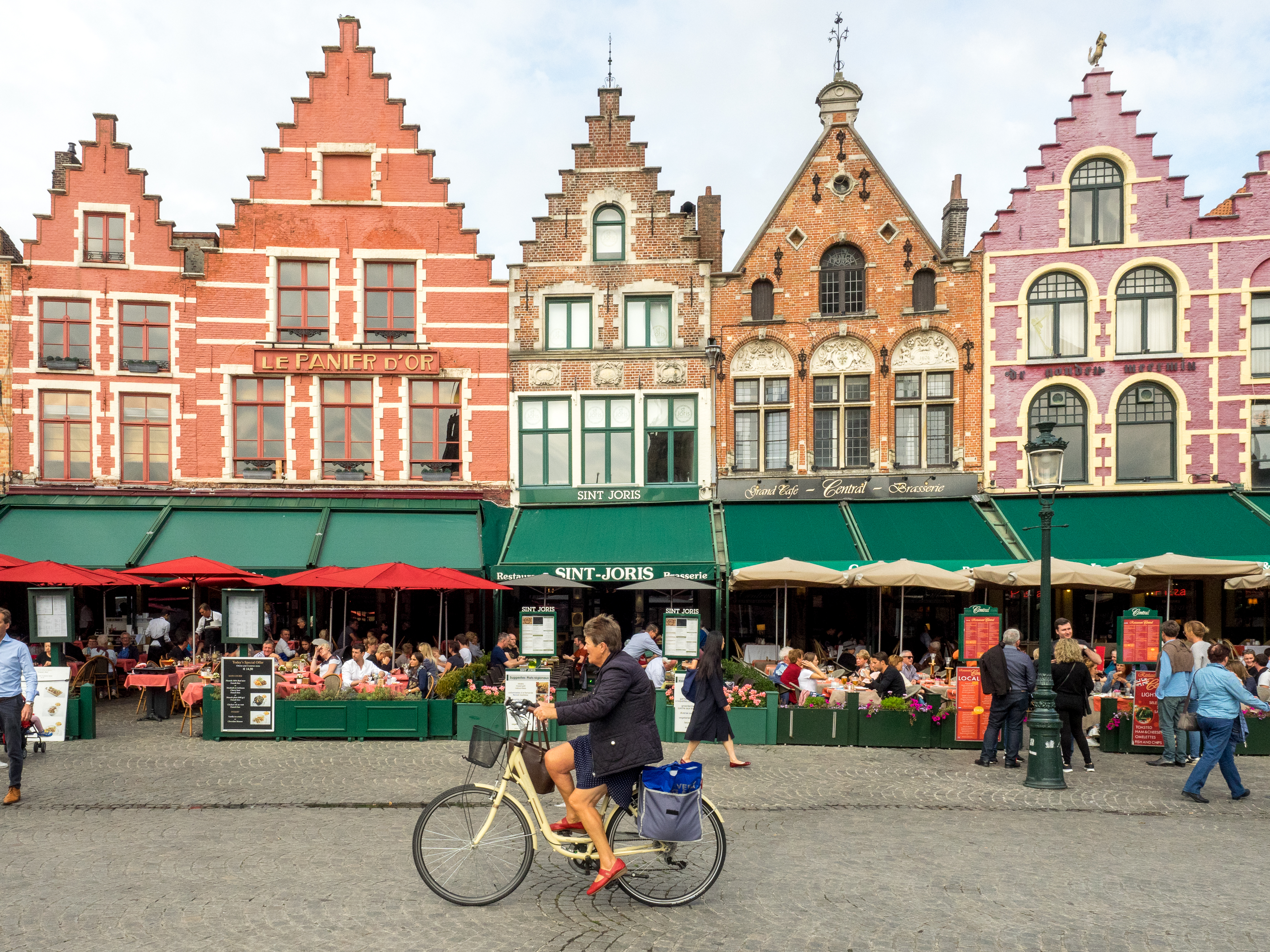
市集廣場
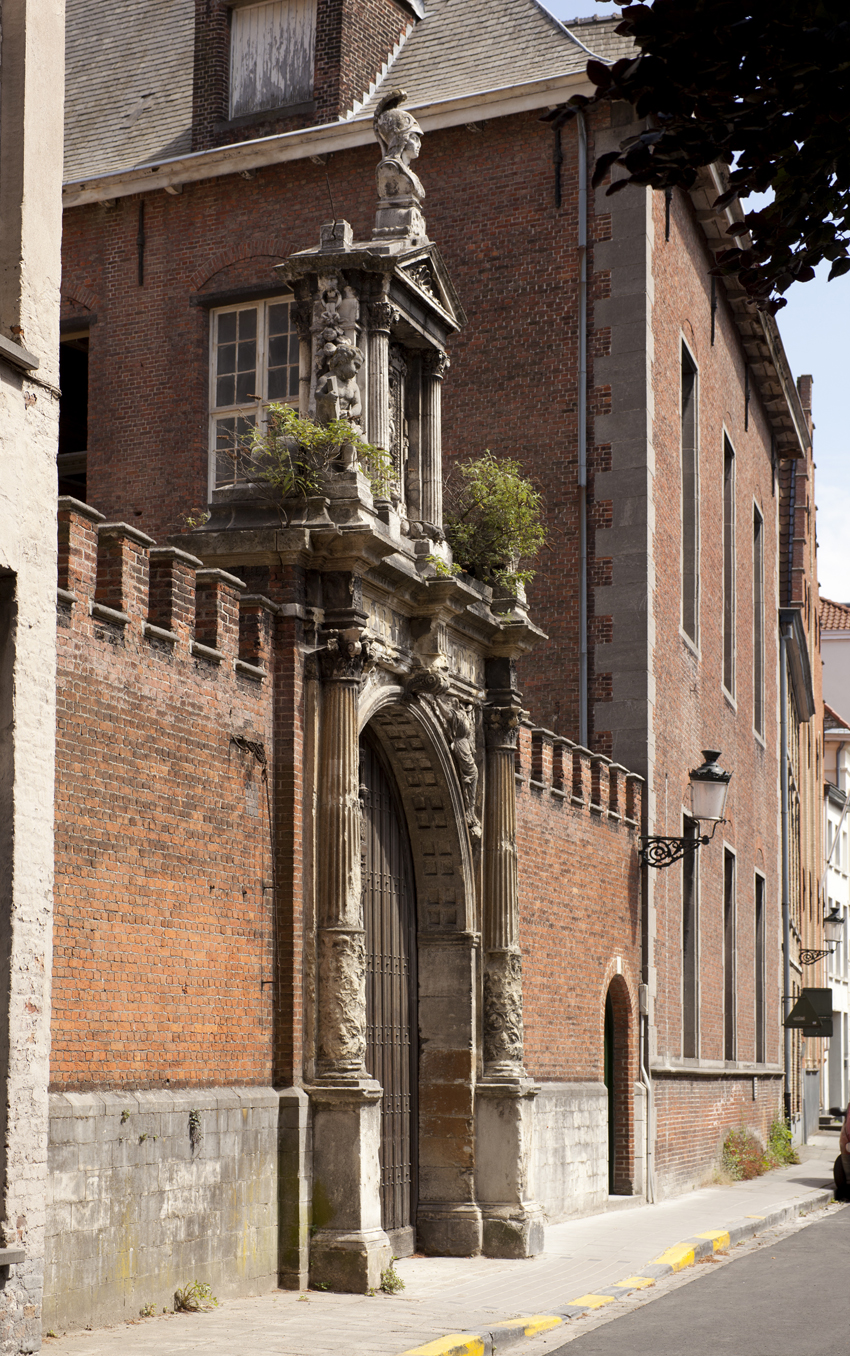
歐洲學院